# 韋斯特福德鎮區 (北達科他州基德縣)
韋斯特福德鎮區（英語：Westford Township）是位於美國北達科他州基德縣的一個鎮區。

## 地方資料
韋斯特福德鎮區的面積為93.59平方千米，當中陸地面積為86.50平方千米，而水域面積為7.09平方千米。根據2020年美國人口普查的數據，當地共有人口27人，而人口密度為每平方千米0.29人。